# 1951 في المكسيك
فيما يلي قوائم الأحداث التي وقعت خلال عام 1951 في المكسيك.

## رياضة
- 29 أبريل – الدوري المكسيكي الممتاز 1950-51 الفائز نادي أطلس.
- 30 ديسمبر – الدوري المكسيكي الممتاز 1951-52 الفائز كلوب ليون.

## أفلام
من الأفلام التي صدرت هذه السنة في المكسيك:
- 23 نوفمبر – اوه يا عزيزي! انظر إلى مافعلت! من إخراج Gilberto Martínez Solares [الإنجليزية]‏.
- 21 ديسمبر – اقتلني لأنني أموت! من إخراج إسماعيل رودريغيز.

## مواليد

### يناير
- 11 يناير – ميغيل أنخيل نافارو كوينتيرو سياسي مكسيكي.
- 14 يناير – بيدرو فلوريس ملاكم مكسيكي.
- 23 يناير – ميغيل أنخيل ألبا دياز كهنوت مكسيكي.
- 24 يناير – روخيليو كابريرا لوبيز كهنوت مكسيكي.
- 30 يناير – مانويل أنخيل نونيز سوتو سياسي مكسيكي.

### فبراير
- 3 فبراير – فيليبي مونيوث سياسي مكسيكي.
- 18 فبراير – ألبرتو بلانكو شاعر مكسيكي.[1]

### مارس
- 21 مارس – روبرتو الكانتارا رجل أعمال مكسيكي.

### أبريل
- 6 أبريل – فيشمان مصارع محترف مكسيكي.
- 8 أبريل – خوان سيباستيان[2]
- 27 أبريل – لويس زاباتا كاتب مكسيكي.[3]

### مايو
- 11 مايو – ماريا سورتي ممثلة ومغنية مكسيكية.
- 21 مايو – ياكي لوبيز ملاكم مكسيكي.
- 23 مايو – كارلوس زاراتي سيرنا ملاكم مكسيكي.
- 27 مايو – إيزابيل ميراندا دي والاس
- 28 مايو – جازاموارت رسام مكسيكي.

### يونيو
- 3 يونيو – هارفي غوتيريز ألفاريز سياسي مكسيكي.
- 4 يونيو – فرناندو بلانكو لاعب كرة قدم مكسيكي.[4]
- 7 يونيو – فرناندو كامارا
- 13 يونيو – أنطونيو بينيا

### أغسطس
- 4 أغسطس – خوسيه لويس تريجو لاعب كرة قدم مكسيكي.
- 19 أغسطس – لويس غوميز لاعب كرة قاعدة مكسيكي.

### سبتمبر
- 5 سبتمبر – خابيير جارثيادييجو
- 7 سبتمبر – غابينو زافالا كهنوت من الولايات المتحدة الأمريكية.
- 19 سبتمبر – ميغيل توركو ماركيز رجل أعمال مكسيكي.

### أكتوبر
- 18 أكتوبر – رودي هرنانديز لاعب كرة قاعدة مكسيكي.
- 22 أكتوبر – لويس إنريكي فرنانديز لاعب كرة قدم مكسيكي.
- 27 أكتوبر – كارلوس فرنك
- 28 أكتوبر – سيرجيو ألبرت لاعب كرة قدم أمريكي.

### نوفمبر
- 19 نوفمبر – رامون خيمينيز لوبيز سياسي مكسيكي.
- 25 نوفمبر – خوسيه ماريو وونغ سياسي مكسيكي.
- 26 نوفمبر – خيسوس أليخاندرو كروز غوتيريز سياسي مكسيكي.

### ديسمبر
- 4 ديسمبر – خوسيه غويلرمو فوينتيس أورتيز سياسي مكسيكي.
- 7 ديسمبر – ألبرتو روي سانشيث كاتب مكسيكي.[5]
- 12 ديسمبر – خوسيه غوادالوبي ريفيرا ريفيرا سياسي مكسيكي.
- 20 ديسمبر – أري روميرو
- 24 ديسمبر – خيسوس براكامونتاس لاعب كرة قدم.
- 26 ديسمبر – خوسيه هوراسيو غوميز
- 27 ديسمبر – إرنستو زيديلو رئيس سابق لدولة المكسيك.[6]

## وفيات

### يناير
- 1 يناير – صموئيل راميريز مورينو (مواليد 1898)

### نوفمبر
- 20 نوفمبر – غوستافو هويت (مواليد 1912) لاعب رماية مكسيكي.

### ديسمبر
- 15 ديسمبر – ماريا غريفر (مواليد 1894) موسيقية مكسيكية.[7]